# Port au Port East
Port au Port East es un pueblo canadiense situado en la provincia de Terranova y Labrador.

## Superficie
Port au Port East tiene una superficie de 25,06 km².

## Demografía
En 2021, tenía 413 habitantes, una densidad poblacional de 16,5 hab./km², y 220 viviendas.